# Barbara Ayrton-Gould
Pour les articles homonymes, voir Ayrton et Gould.
Barbara Bodichon Ayrton-Gould (née Ayrton ; 3 avril 1886  - 14 octobre 1950) est une femme politique travailliste et suffragiste britannique.

## Jeunesse et vie de famille
Ayrton-Gould est née à Kensington, Londres, fille des ingénieurs électriciens et inventeurs Hertha Ayrton et William Edward Ayrton. Sa demi-sœur Edith Ayrton est suffragiste. Elle fait ses études à la Notting Hill School et étudie la chimie et la physique à l'University College de Londres. Elle épouse l'écrivain Gerald Gould (en) (1885–1936) et ils ont un fils, l'artiste Michael Ayrton (1921–1975). Jusqu'en 1930, Gould travaille comme responsable de la publicité du Daily Herald.

## Suffragette
En 1906, elle devient membre du Women's Social and Political Union et abandonne ses recherches scientifiques pour militer à plein temps en 1909. Elle écrit la brochure pro-suffrage The Democratic Plea pour la Men's League for Women's Suffrage.
En mars 1912, Ayrton-Gould participe à la destruction de vitrines de magasins dans le West End de Londres pour obtenir le droit de vote, pour lequel elle purge une peine de prison à Holloway. A sa libération, en 1913, elle se rend en France, déguisée en écolière, pour ne plus être arrêtée.
En 1914, Ayrton-Gould quitte la Women's Social and Political Union en raison de la frustration avec les tendances autocratiques de leurs dirigeants, ainsi que de l'absence continue de Christabel Pankhurst,. Le 6 février 1914, elle fonde avec son mari et Evelyn Sharples United Suffragists qui accepte des membres masculins et féminins. Les suffragistes unis mettent fin à leur campagne lorsque la loi de 1918 sur la représentation du peuple accorde aux femmes un droit de vote limité au Royaume-Uni.

## Carrière politique
Ayrton-Gould devient membre du Comité exécutif national du Parti travailliste en 1929 et en est élue vice-présidente en 1938 puis présidente de 1939 à 1940. À partir de 1922, elle fait quatre tentatives infructueuses pour se faire élire députée. Lors des élections générales de 1929, elle rate la victoire à Northwich par seulement quatre voix. La cinquième fois, Gould est élue députée de la circonscription nouvellement créée de Hendon North lors des élections générales de 1945. La circonscription précédente, Hendon, avait depuis 1935 considérablement augmenté en population (et dans une certaine mesure en nombre de foyers) et était divisée en deux. Elle était solidement tenue par les candidats conservateurs depuis 1910, mais la division nord est tombée en 1945, un exploit qui ne sera répété qu'en 1997 par un candidat travailliste. Au Parlement, les deux principaux sujets de préoccupation de Barbara Ayrton-Gould sont l'approvisionnement alimentaire et la pauvreté des enfants. Ainsi, elle réussit à présenter une résolution appelant à une enquête gouvernementale sur la négligence envers les enfants. Elle est également juge de paix à Marylebone.
Ayrton-Gould occupe le siège jusqu'aux élections générales de 1950, quand il est remporté par Ian Orr-Ewing. Elle se retire en tant que candidate potentielle pour la circonscription en septembre en raison de problèmes de santé. Elle meurt le 15 octobre 1950, à son domicile du 74A Philbeach Gardens, Earl's Court, à Londres, huit mois après avoir quitté la Chambre des communes.